# Styles P
Styles P (nacido como David Styles Corona, Queens, Nueva York, 28 de noviembre de 1974) es un rapero estadounidense de padre jamaicano y madre sudafricana. Es conocido por él mismo como "your favorite rappers' favorite rapper" y es miembro del grupo The Lox, junto con Jadakiss y Sheek Louch. Es conocido principalmente por sus duras letras y sus impactantes mensajes en su música.

## Carrera
Styles comenzó rapeando con Jadakiss, Kasaan y Sheek en 1994, ya que todos ellos crecieron en el mismo barrio, Yonkers, en New York. Al poco tiempo firmaron por Bad Boy Records, y grabaron canciones con Notorious B.I.G. y Puff Daddy. En 1998, The Lox lanzó Money, Power And Respect, y al poco tiempo abandonaron el sello y firmaron por Ruff Ryders. Posteriormente, salió a la venta un nuevo álbum de The Lox y el debut en solitario de Jadakiss, Kiss The Game Goodbye.
En 2002, Styles P lanzó su primer álbum como solista, A Gangster and a Gentleman. El álbum contenía el tema "My Life" con Pharoahe Monch, y el "himno" "Good Times", que fue una de las canciones más sonadas del año 2002. 
En 2003, Styles y Jadakiss aparecieron en "Oz Soundtrack" con la canción "Some Niggas", que hablaba sobre la vida en prisión. Al año siguiente, grabó la mixtape Ghost Stories, lanzada solamente en New York. Incluía el éxito "Locked Up" con Akon. 
En 2005, junto con Jadakiss apareció en el remix del éxito "We Belong Together" de Mariah Carey, y en el álbum The Hip-Hop Violinist de Miri Ben-Ari con el tema "We Gonna Win". Ese año también lanzó dos nuevas mixtapes: Ghost in the Shell en la primavera de 2005 y Ghost in the Machine a finales de año.
Styles P ha aparecido en varios álbumes de raperos como Jadakiss, DMX y Jin.

## Trivia
La "P" de Styles P es una abreviación de la palabra Paniro, una combinación de los apellidos de los actores Robert De Niro y Al Pacino. 

## Discografía

### Álbumes
- 2002: A Gangster and a Gentleman (Oro)
- 2006: Time is Money
- 2007: Super Gangsta Extraordinary Gentleman

### Mixtapes
- Ghost Stories
- Ghost in the Shell
- Ghost in the Machine

### Sencillos
| Año  | Canción                         | Posiciones en lista | Álbum           |
| Año  | Canción                         | US R&B/Hip-Hop      | Álbum           |
| ---- | ------------------------------- | ------------------- | --------------- |
| 2005 | "Can You Believe It" (con Akon) | #40                 | "Time is Money" |